# Paul Clinton
Paul Clinton (* 11. Februar 1951 in Columbus, Ohio; † 30. Januar 2006 in Los Angeles, Kalifornien) war ein US-amerikanischer Filmkritiker.
Paul Clinton war über 20 Jahre für CNN tätig und mit seinen Filmkritiken auf CNN.com international bekannt.
Mit seinen Interviews in der Filmbranche, beispielsweise mit Peter Bogdanovich, Robert Evans, Rob Reiner, Steven Spielberg, Blake Edwards, Linda Obst, Gale Ann Hurd, Penny Marshall, Robert Redford, Francis Ford Coppola und Ron Howard wurde er zu einer internationalen Kompetenz der Filmkritik. Seine Gespräche mit den großen Darstellern der Filmbranche wie Warren Beatty, Shirley MacLaine, Jack Lemmon, Barbra Streisand, Mel Brooks, James Stewart, Bette Davis, James Caan, Robin Williams, Christian Slater, Lucille Ball, Meryl Streep, Sharon Stone, Julia Roberts, Sir Ian McKellen, Lynn Redgrave, Tom Cruise, Carrie Fisher, Whoopi Goldberg, Lauren Bacall und Bruce Willis waren Meilensteine des Journalismus.
Clinton war 1995 Mitbegründer der „Broadcast Film Critics Association“ (BFCA), der größten Organisation von Filmkritikern. Die BFCA verleiht jährlich den „Broadcast Film Critics Association Award“ mit 23 Kategorien.